# 東宗院
東宗院（とうしゅういん）は、徳島県徳島市に位置する高野山真言宗の寺院である。山号は日照山。本尊は如意輪観世音菩薩。
新四国曼荼羅霊場78番札所。徳島二十四ヶ所地蔵霊場7番札所。

## 歴史
元は藍住（現板野郡藍住町）にあり、勝瑞城主・細川持隆（氏之）の祈願所であった。蜂須賀公の代に現在の位置に移った。
三間四方の寶形の本堂は平成に入ってから造られた。

## 前後の札所
新四国曼荼羅霊場
77 萬福寺 ---- 78 東宗院 ---- 79 東照寺

## 交通
- JR「徳島駅」より徒歩で約10分。
- 徳島自動車道「徳島インターチェンジ」より車で約10分。